# Eifelland E21
La Eifelland E21, noto anche come Eifelland-March E21, è una monoposto di Formula 1, costruita dalla scuderia tedesca Eifelland Racing per partecipare al Campionato mondiale di Formula 1 1972. 

## Descrizione
Progettata da Luigi Colani, utilizzava un motore Ford Cosworth DFV in configurazione V8 con angolo tra le bancate di 90° da 2.993 cm³ che erogava una potenza di 450 CV a 10 800 giri/min. Basata sulla March 721, la E21 fu affidata al pilota tedesco Rolf Stommelen. La vettura si distingueva per il suo unico specchietto retrovisore centrale posizionato proprio di fronte al guidatore e per la sua presa d'aria posizionata davanti al volante.